# Classe Abukuma

La classe Abukuma della Forza marittima di autodifesa giapponese è costituita da sei cacciatorpediniere di scorta.
Queste unità sono state costruite dal 1988 al 1991 da Mitsui, Hitachi e Sumitomo. La prima unità della classe è entrata in servizio nel 1989.

## Progetto e sviluppo
Il programma 61DE fu ufficialmente approvato nel 1986, e prevedeva la costruzione di una serie di cacciatorpediniere da circa 2.200 tonnellate per rimpiazzare la precedente classe Isuzu, e succedere alla classe Yubari.
Gli Abukuma sono infatti definiti come Escort Destroyer (DE), e similmente alle classi Isuzu e Yubari, posseggono un armamento limitato soltanto alle capacità antisom (ASW) e antinave (ASuW).

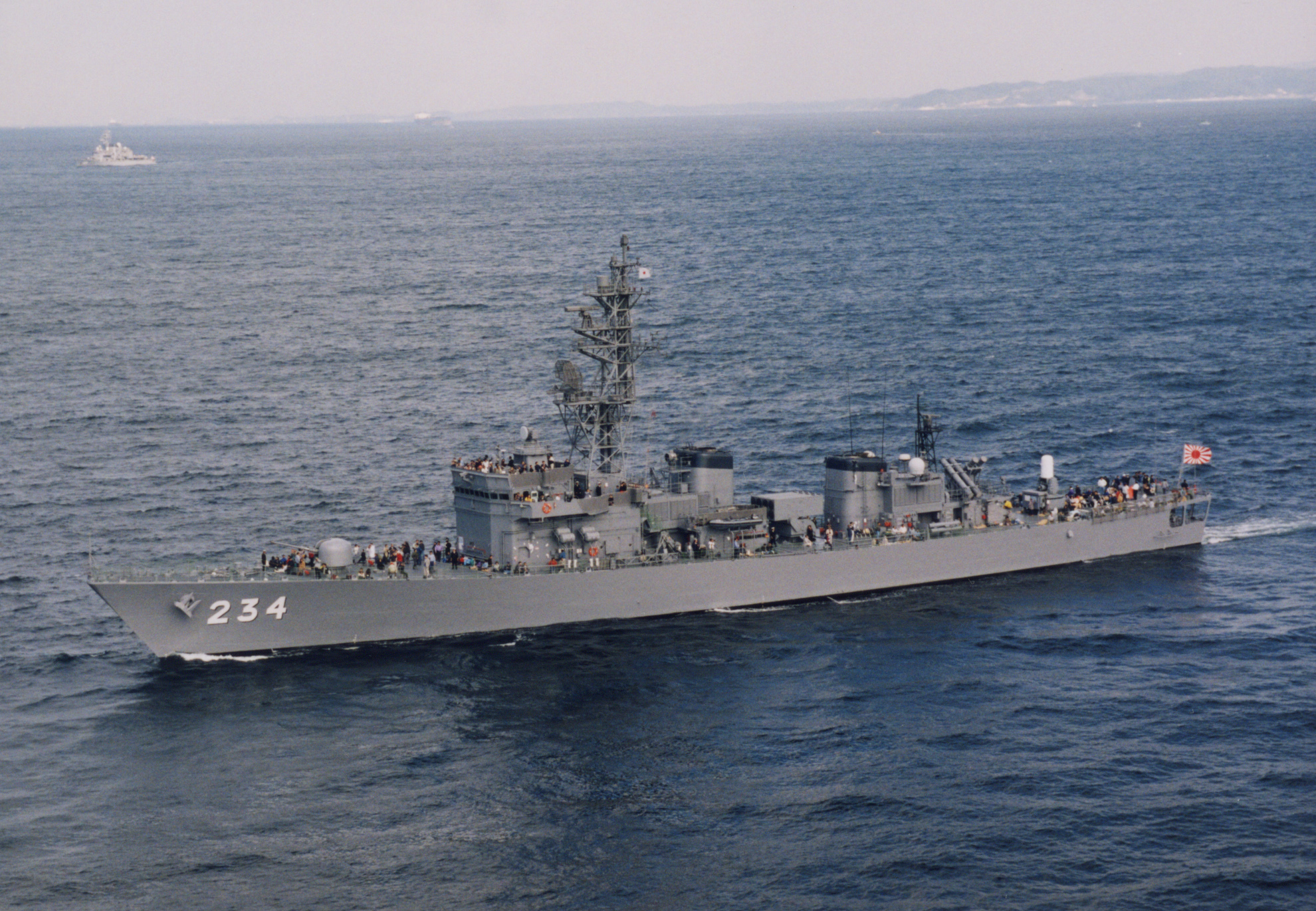
Il cacciatorpediniere di scorta Tone (DE-234) in navigazione.

Nonostante la dotazione di armi ridotta, gli Abukuma sono stati impiegati molto frequentemente dalla JMSDF perché eccellono nelle missioni di pattugliamento grazie alla loro agilità, e anche in virtù dei bassi costi operativi, e dopotutto sono comunque forniti di un armamento antisom e antinave considerevole per le loro dimensioni.

## Caratteristiche
Il design degli Abukuma è molto simile a quello dei cacciatorpediniere Asagiri, e condivide anche la soluzione del castello di prua lungo con un ponte superiore completo, e la forma della prua del tipo clipper è identica. Tuttavia gli Abukuma hanno la caratteristica peculiare di uno scafo con pareti esterne inclinate di 7 gradi, e questa forma contribuisce a diminuire la resistenza subacquea, ma anche a ridurre la sezione trasversale di riflessione radar (RCS) acquisendo capacità stealth.
Le dimensioni sono contenute, e rispecchiano le tendenze dei cacciatorpediniere di vecchia generazione, molto più snelli e piccoli. La lunghezza è di 109 metri, e la larghezza di 13 metri, con un dislocamento standard di 2.000 tonnellate, che raggiunge 2.900 tonnellate a pieno carico.
La struttura è tradizionale, con due fumaioli al centro della nave, due alberi per le antenne e i radar, e una torre di comando.

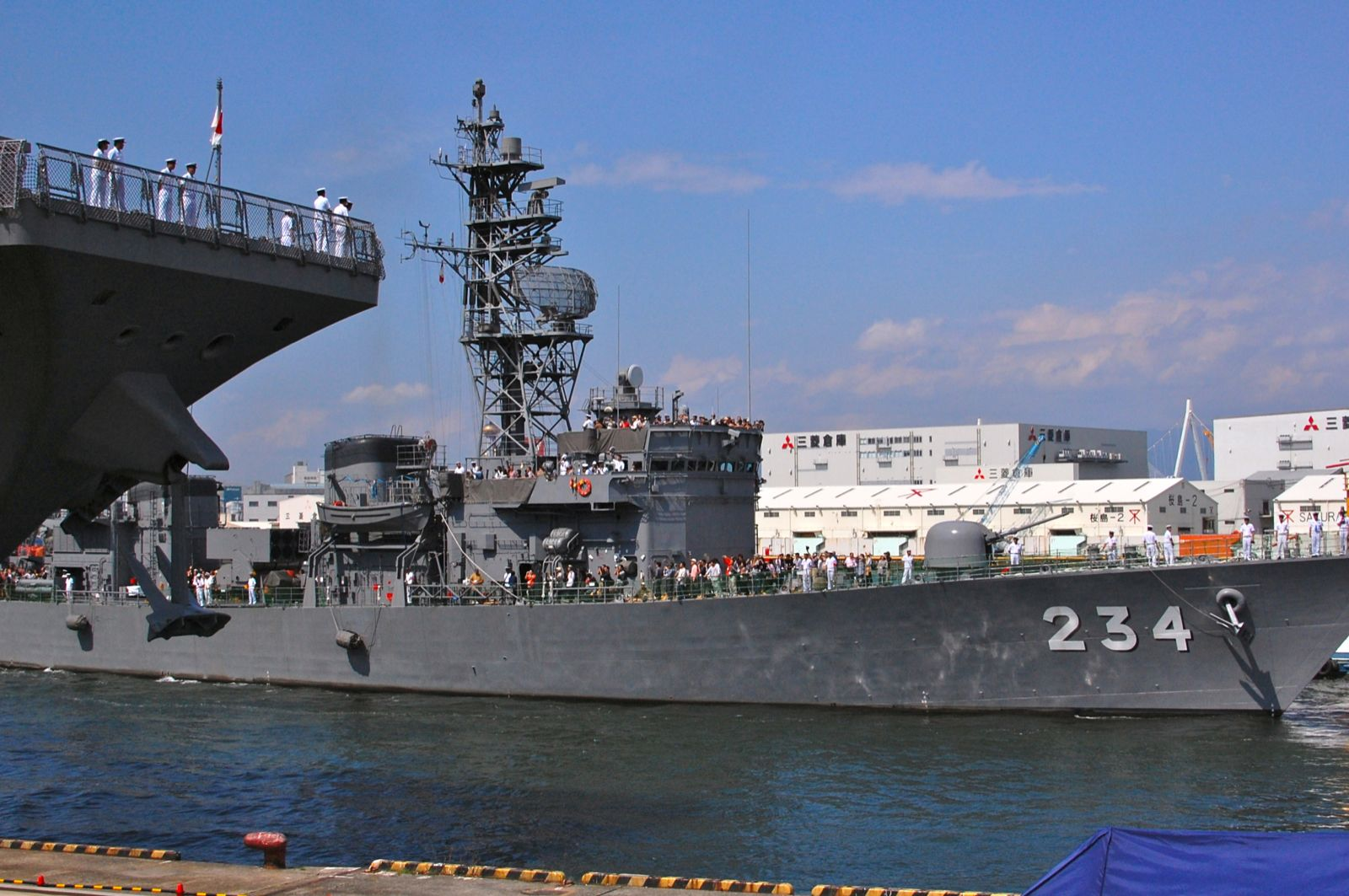
Il Tone (DE-234) evidenzia l'aspetto tradizionale degli Abukuma.

Nonostante non vi sia un ponte di atterraggio per gli elicotteri, a poppa è comunque disponibile un'area VERTREP (VERTical REPlenishment) per il rifornimento in volo tramite carichi sospesi.

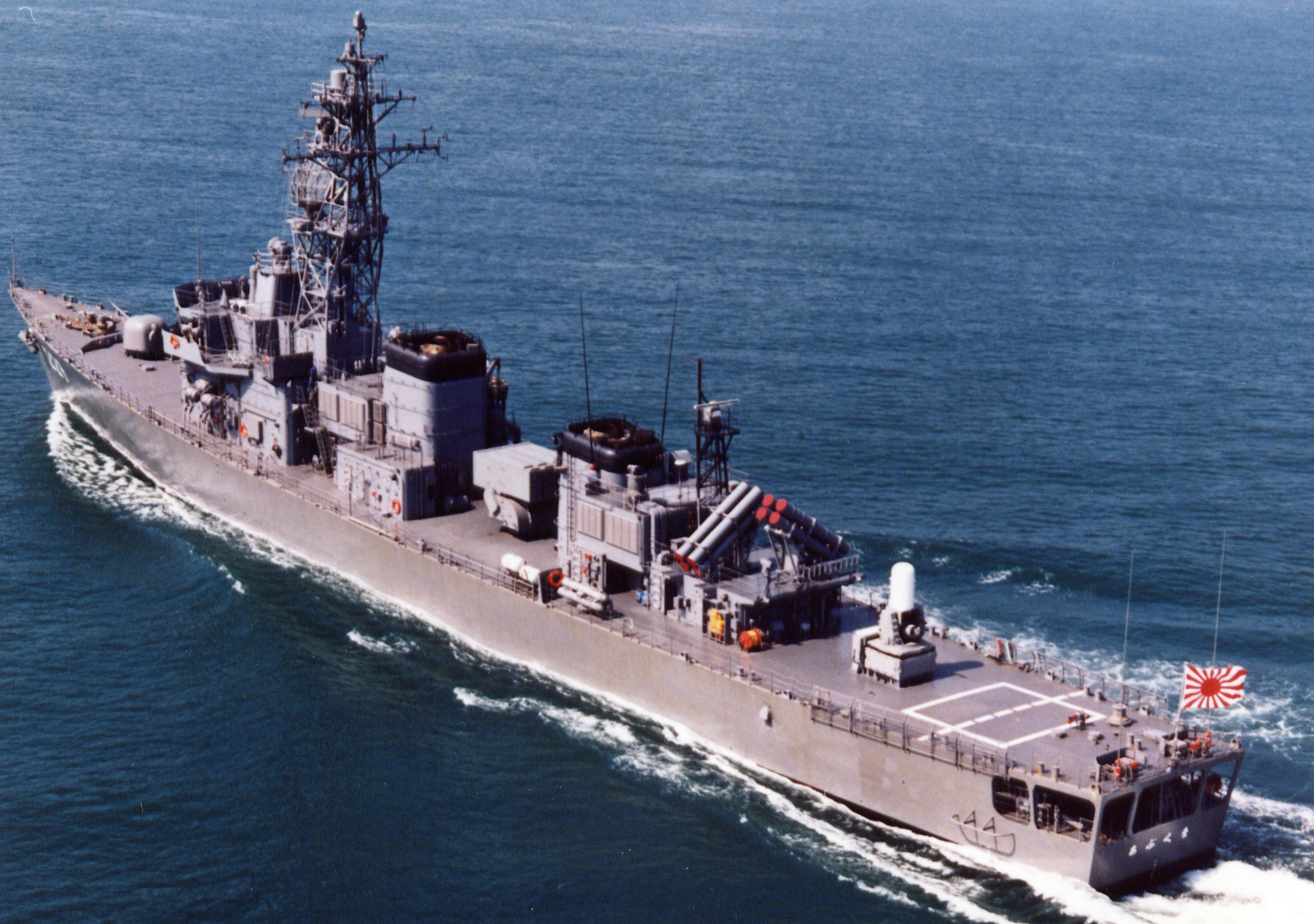
A poppa è ben visibile l'area VERTREP per il rifornimento in volo.

Il sistema propulsivo è del tipo CODOG (COmbined Diesel Or Gas turbine), e utilizza due motori diesel Mitsubishi S12U-MTK da 4.650 hp ciascuno, oppure in alternativa due turbine a gas Rolls-Royce Spey SM1A da 13.500 hp ciascuna. Quindi la potenza massima erogata è di 27.000 hp impiegando le turbine a gas. L'autonomia è di 5.624 miglia nautiche, equivalenti a circa 10.420 km, e la velocità massima raggiungibile è di 27 nodi.

## Dotazione elettronica
Essendo navi assegnate a compiti di pattugliamento e sorveglianza, gli Abukuma hanno una dotazione elettronica particolarmente sviluppata nonostante le piccole dimensioni.
Il radar di scoperta aerea è un OPS-14C in banda L, prodotto da Mitsubishi Electric, con una portata di 200 km. Il radar di scoperta di superficie è invece un OPS-28C in banda C, fabbricato da Japan Radio Company (JRC). Il sistema di controllo del tiro è un FCS-2-21.

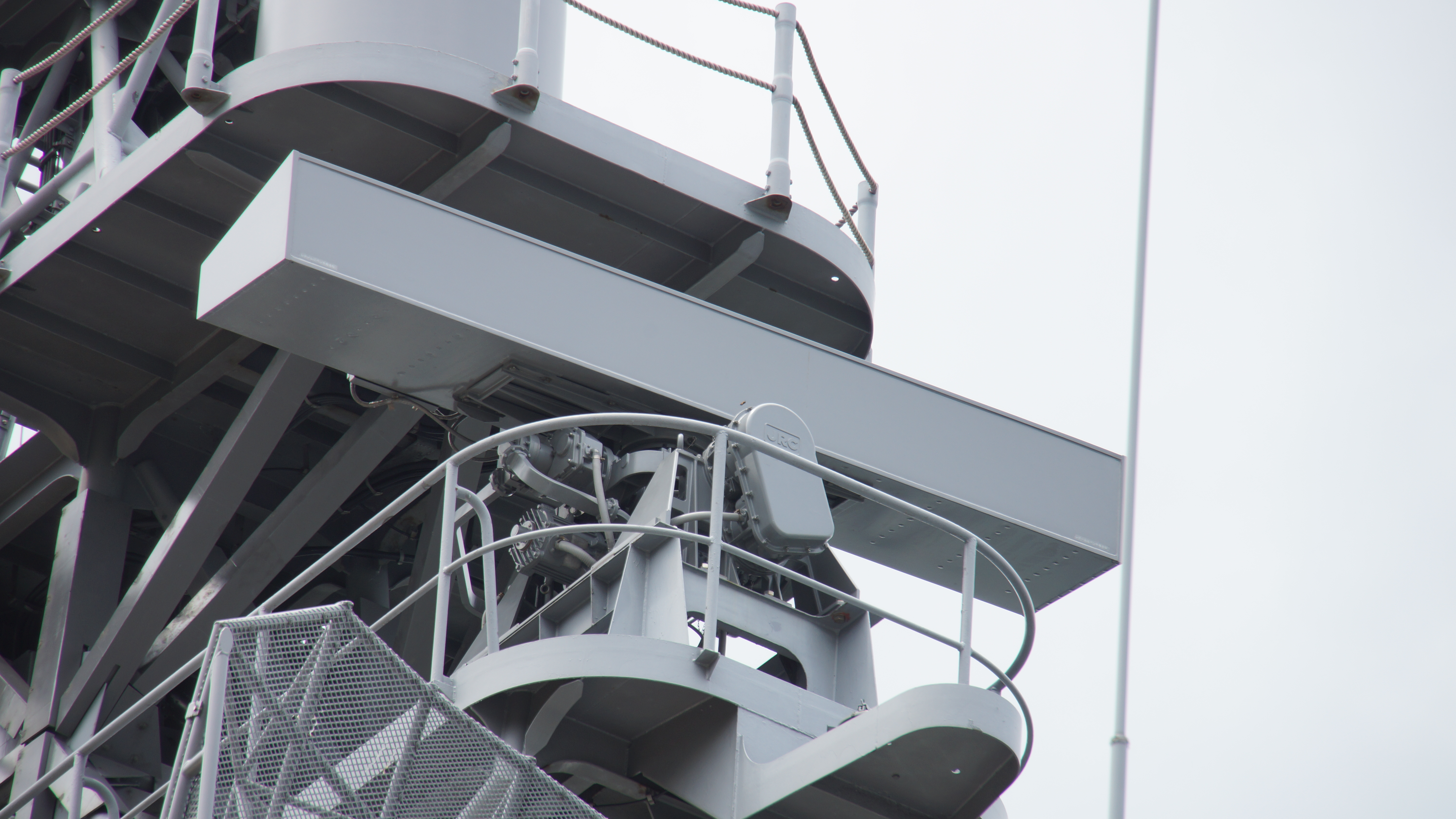
Il radar OPS-28C a bordo del Sendai (DE-232).

Per la guerra sottomarina è utilizzato un sonar a scafo Hitachi OQS-8, derivato dal sonar americano AN/SQS-56.
Per la guerra elettronica è invece impiegato un dispositivo per il rilevamento delle onde radio NOLR-8, e un disturbatore radio OLT-3. Inoltre è disponibile un lanciatore di esche Mk. 137 SRBOC in grado di usare chaff e flare.

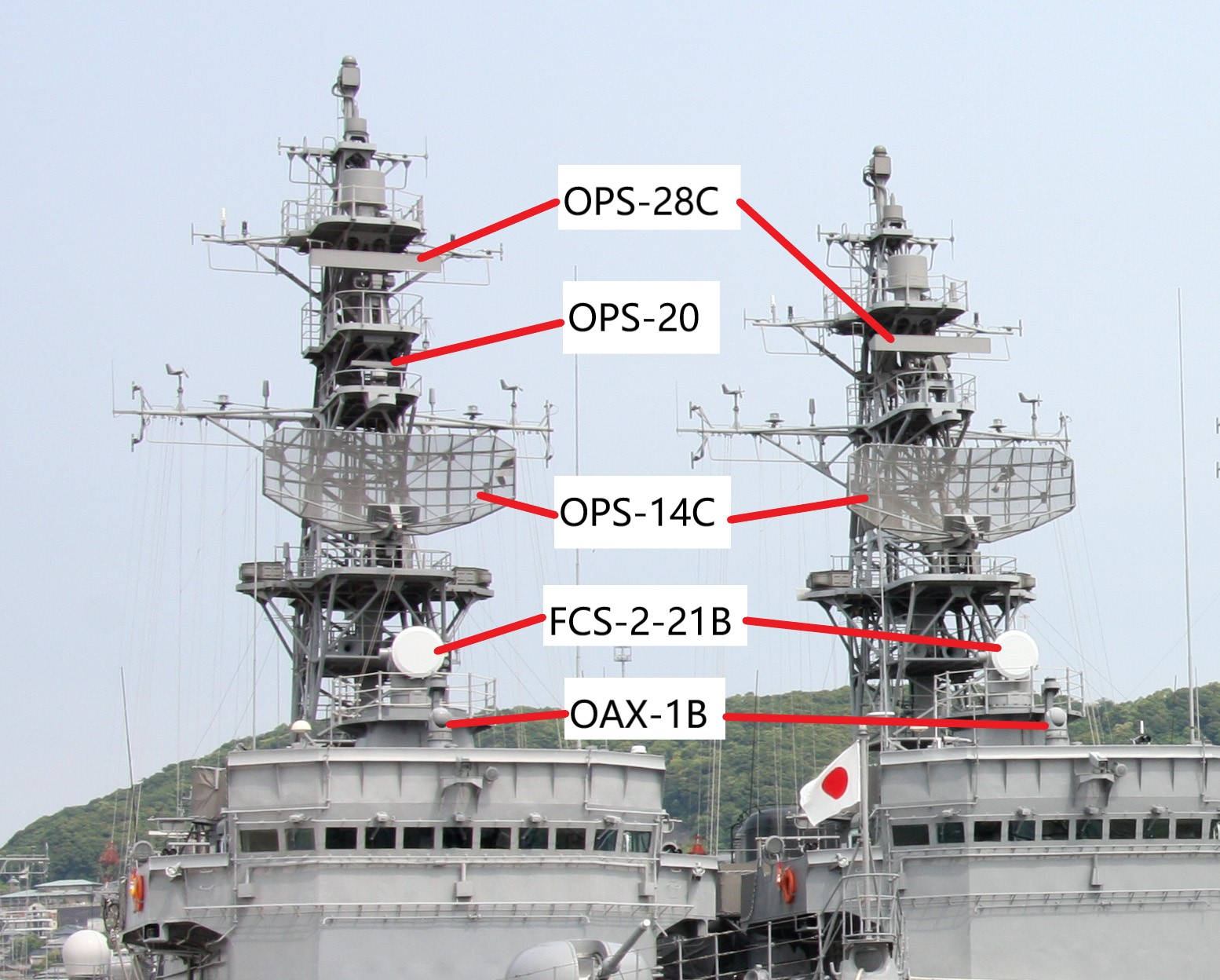
La ricca dotazione di sensori, radar e antenne è ben visibile da questa fotografia degli alberi di due navi della classe Abukuma.

Infine si aggiunge alla dotazione dei sensori anche un dispositivo optoelettronico per la visione notturna OAX-1B.

## Armamento
L'artiglieria principale è rappresentata da un cannone a tiro rapido Oto Melara da 76/62 mm Compatto posto a prua, che può essere usato in funzione antiaerea oppure antinave.

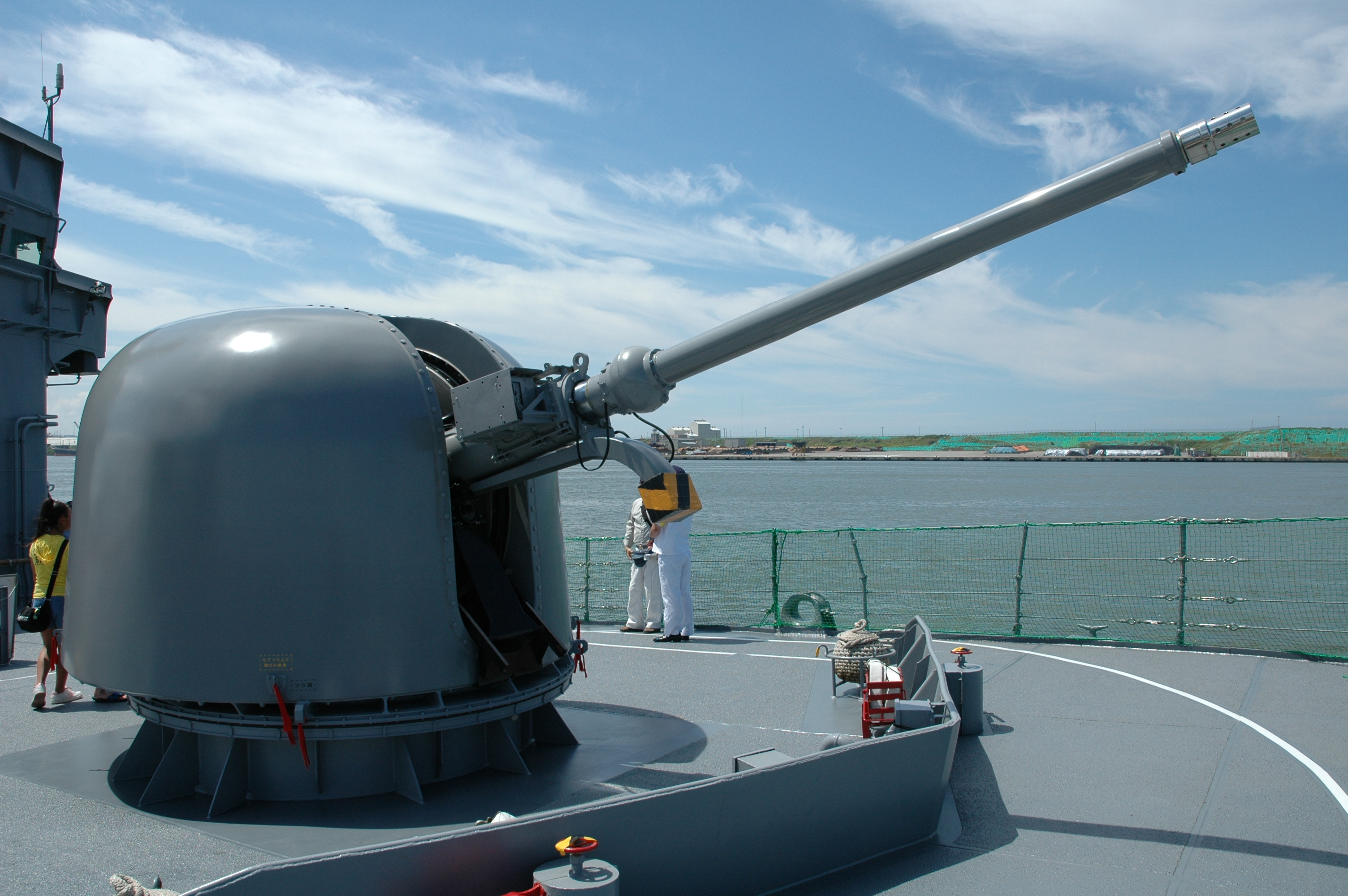
Il cannone Oto Melara da 76 mm sul Chikuma (DE-233).

Contro le minacce di superficie sono disponibili due lanciatori quadrupli per missili antinave RGM-84 Harpoon, mentre per la guerra sottomarina possono essere impiegati 8 missili antisom RUR-5 ASROC, oppure 2 lanciasiluri tripli Type 68 versione HOS-301 per siluri da 324 mm.

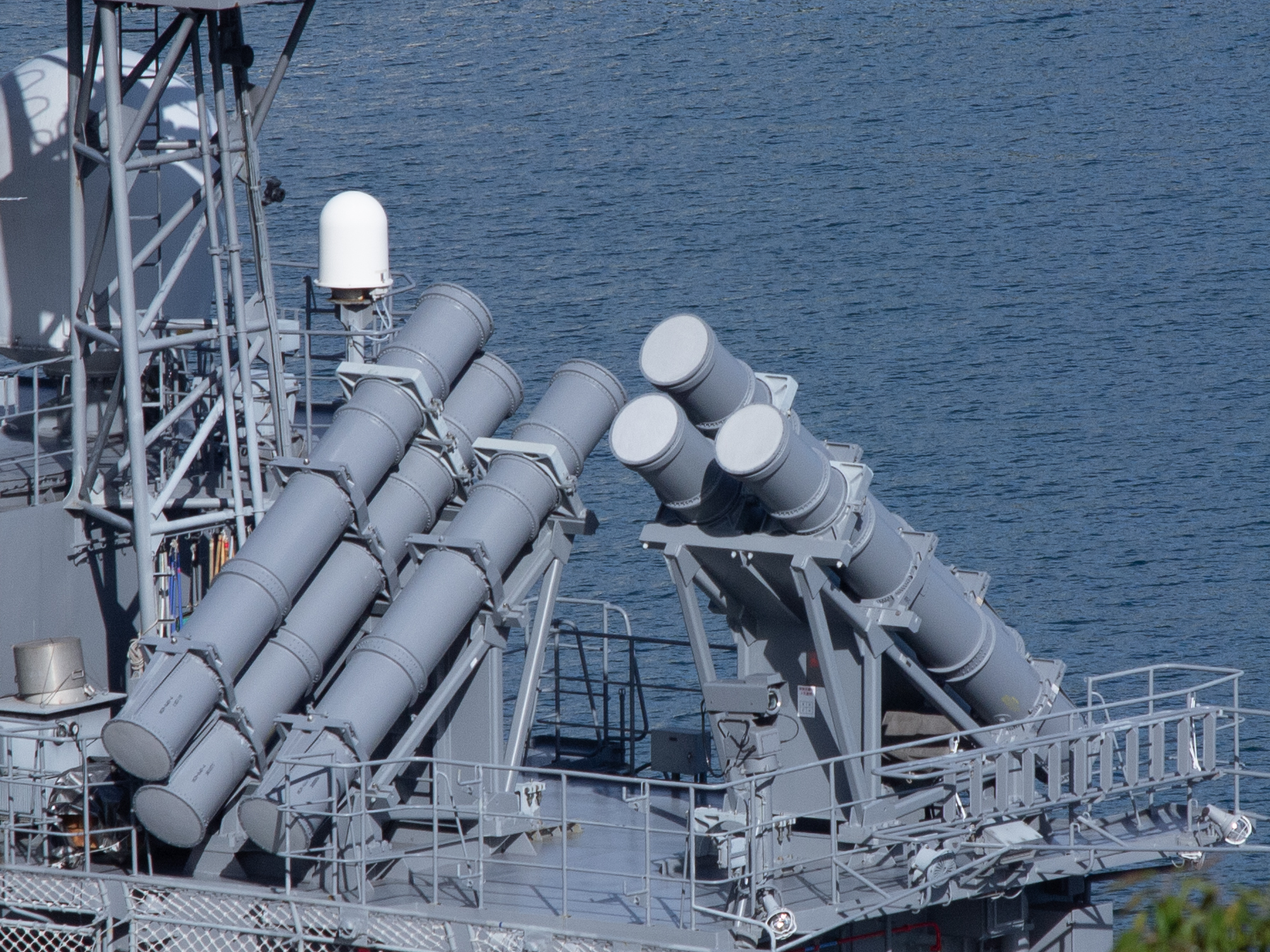
I missili RGM-84 Harppon sul Sedai (DE-232).

La difesa antiaerea di punto è costituita da un sistema CIWS con cannoni Vulcan Phalanx da 20 mm.